# Knemidokoptes
Knemidokoptes  (лат.) — род панцирных клещей из семейства Epidermoptidae, состоящий из четырёх видов.
Knemidokoptes pilae и Knemidokoptes mutans являются возбудителями кнемидокоптоза, широко распространённого эктопаразитарного заболевания домашних, декоративных и диких птиц.
Взрослые самки клеща размером около 0,4 × 0,3 мм. Цикл развития (оплодотворённые яйца, стадия личинки и нимфы) длится от трёх до четырёх недель. Клещи живут в верхнем слое кожи (эпидермис) и вызывают утолщение его рогового слоя (гиперкератоз).
Род ранее включали в семейство Knemidokoptidae которое теперь рассматривается как подсемейство Epidermoptidae. В надсемействе Analgoidea, к которому относится это семейство, представлено множество других клещей, паразитирующих в коже, на перьях и мехе позвоночных животных.